# Ferrocarril Oeste Fútbol Club
Ferrocarril Oeste Fútbol Club  es un club de fútbol profesional ecuatoriano originario del cantón Durán, provincia del Guayas. Fue fundado el 1 de junio de 1986 como escuela de fútbol para niños y jóvenes. Actualmente juega en la Segunda Categoría de Ecuador.
Esta afiliada a la Asociación de Fútbol Profesional de Santa Elena. 

## Historia

#### Primera experiencia profesional con el Club Deportivo Paladín (2023)
En 2023, el club experimenta su primera temporada en el profesionalismo en la Segunda Categoría del Guayas, formando parte del Club Deportivo Paladín,  teniendo como base a jugadores provenientes de sus divisiones formativas. En la primera fase, el equipo tuvo una participación respetable, clasificando a la siguiente fase como tercero en su grupo, solamente superado por Toreros y Rocafuerte, equipos filiales pertenecientes a los clubes del Astillero.
Una vez instalado en la segunda fase, su rival fue el Astillero Fútbol Club, quien lo liquidó con un global de 5 a 1, producto de un empate a 1 en la ida y una derrota por 4 goles a 1 en la vuelta,  así dando por finalizada su participación, terminando en la décima posición en la tabla general.
El club estuvo considerado para participar en el Ascenso Nacional debido a la falta de documentación e irregularidades en algunos clubes, pero desafortunadamente ellos también presentaron los mismos problemas, por lo que su cupo fue otorgado por el undécimo de la tabla general, el Gloria Saltos Fútbol Club. 

## Instalaciones

#### Estadio Luis Chiriboga Parra
Inaugurado en el 2014 por el alcalde Jaime Nebot Saadi, es un complejo deportivo que se encuentra ubicado en las calles 40 y la J, perteneciente al sector del Batallón del Suburbio, suroeste de Guayaquil.   Es utilizado para las divisiones menores y formativas del club, además para la organización de torneos formativos invitacionales propios o externos.

## Datos del Club
- Participaciones en Segunda Categoría de Santa Elena: 2 (2024 - presente)
- Participaciones en Copa Ecuador:

## Palmarés

#### Torneos provinciales
| Competición                      | Competición | Títulos | Subcampeonatos |
| -------------------------------- | ----------- | ------- | -------------- |
| Segunda Categoría de Santa Elena | (0/0)       |         |                |

#### Torneos juveniles
| Competición           | Competición | Títulos | Subcampeonatos |
| --------------------- | ----------- | ------- | -------------- |
| Amateur League        | (0/1)       |         | 2025.          |
| Amateur League Sub-18 | (1/0)       | 2025.   |                |